# Gérard Théberge
Gérard Théberge (né le 18 décembre 1930 à Saint-Hyacinthe et mort le 1er mai 2000 à Waterloo (Ontario)) est un joueur canadien de hockey sur glace. Lors des Jeux olympiques d'hiver de 1956, il remporte la médaille de bronze.

## Palmarès
- Médaille de bronze aux Jeux olympiques de Cortina d'Ampezzo en 1956